# Augustus Hill Garland
Augustus Hill Garland (Covington, 11 giugno 1832 – 26 gennaio 1899) è stato un politico statunitense.

## Biografia
Fu il 39º procuratore generale degli Stati Uniti sotto il presidente degli Stati Uniti d'America Grover Cleveland (22º presidente).
Nato da Rufus e Barbara Hill Garland nello Stato del Tennessee, si trasferì per lavoro con la famiglia (aveva un fratello di nome Rufus e una sorella) nell'Arkansas nel 1833.
Durante la Guerra di secessione si schierò dalla parte degli Stati Confederati d'America.
Fu senatore degli Stati Uniti rappresentando lo Stato dell'Arkansas dal 4 marzo 1877 al 6 marzo 1885, sposò Sarah Virginia Sanders.

## Riconoscimenti
La contea di Garland, il comune situato nella contea di Dallas, nello Stato del Texas Garland, e la città di Garland nello Stato dell'Arkansas devono tutte a lui il loro nome.